# El clan sinatra
El clan sinatra, titulada en inglés The Rat Pack, es un telefilme estrenado el 22 de agosto de 1998 en Estados Unidos. Protagonizado por Ray Liotta, Don Cheadle, Joe Mantegna y Angus Macfadyen y dirigido por Rob Cohen, el telefilme cuenta con numerosas candidaturas a los Globos de Oro, Emmy y Premios del Sindicato de Actores. Emitido por la HBO.

## Reparto
- Ray Liotta (Frank Sinatra)
- Don Cheadle (Sammy Davis, Jr)
- Joe Mantegna (Dean Martin)
- Angus Macfadyen (Peter Lawford)
- William Petersen (John F. Kennedy)
- Deborah Kara Unger (Ava Gardner)
- Veronica Catwright (Rocky Cooper)

## Recepción crítica y comercial
Según la página de Internet Rotten Tomatoes obtuvo un 67% de comentarios positivos. Destacar el comentario del crítico cinematográfico Michael E. Grost: 

"Interesante biopic que mezcla historia con política con muchísimo color y estilo visual".
Michael E. Gros.

## Localizaciones
El clan sinatra se empezó a rodar el mes de febrero de 1997 íntegramente en la ciudad de Los Ángeles, California, Estados Unidos. Destacando además diversas escenas en el Ambassador Hotel.

## Premios
Globos de Oro
| Año  | Categoría                                              | Persona      | Resultado |
| ---- | ------------------------------------------------------ | ------------ | --------- |
| 1999 | Mejor actor de reparto en serie, miniserie o telefilme | Don Cheadle  | Ganador   |
| 1999 | Mejor actor de reparto en serie, miniserie o telefilme | Joe Mantegna | Candidato |

Emmy
| Año  | Categoría                                              | Persona         | Resultado |
| ---- | ------------------------------------------------------ | --------------- | --------- |
| 1999 | Mejor telefilme                                        | Mejor telefilme | Candidato |
| 1999 | Mejor actor de reparto en serie, miniserie o telefilme | Don Cheadle     | Candidato |
| 1999 | Mejor actor de reparto en serie, miniserie o telefilme | Joe Mantegna    | Candidato |

Premios del Sindicato de Actores
| Año  | Categoría                                                                            | Persona    | Resultado |
| ---- | ------------------------------------------------------------------------------------ | ---------- | --------- |
| 1999 | Premio del Sindicato de Actores al mejor actor de televisión - Miniserie o telefilme | Ray Liotta | Candidato |